# Young Love (album av Jedward)
Young Love är den irländska duon Jedwards tredje album. Det släpptes i Sverige den 25 juni 2012. Det är ett konceptalbum som bygger på historien om en kärleksrelation.

## Bakgrund
Albumet var det första som släpptes över hela världen, och blev alltså duons första släppta album i USA. De beskriver albumet som "much more meaningful and deep" än de två tidigare, som varit mer popmusik.
Den 23 april postade duon den första låtsnippeten, på deras officiella youtube-kanal, What's your number?. Och mellan april och juni lades sex ytterligare snippets upp.
Den 16 maj släpptes albumets cover på vilket de för första gången på ett album eller singelcover har platt hår istället för deras vanliga quiffs.
-
Albumet fanns redan den 19 juni att förbeställa på Itunes och flera dagar innan albumet släpptes så var den på 6:e samt 3:e plats på mest nerladdade album samt mest nerladdade popalbum. När albumet släpptes på Itunes den 22 juni var den som bäst på plats 4 som mest nerladdade album samt plats 2 som mest nerladdade popalbum.

## Singlar från albumet
- Waterline släpptes på itunes den 4 april 2012 i Sverige. Den kom först ut som singel i Irland den 24 februari i samband med Eurosong (den irländska versionen av Melodifestivalen). Musikvideon filmades medan duon var i Tokyo, Japan, och lades upp på youtube den 15 april 2012.[8]
- Young Love släpptes den 15 juni 2012 som digital nerladdning på itunes. Musikvideon filmades på Olymipa teatern i Dublin, Irland, och lades upp på youtube den 13 juni 2012.[9]
- Luminous släpptes som digital nerladdning på itunes den 16 oktober 2012.[10] Musikvideon gjordes av Universal Music Ireland och är den första musikvideon på albumet som duon själva inte har filmat och redigerat, den lades upp på youtube den 12 oktober 2012.[11]

### Musikvideos
Såväl som för videor för albumets tre singlar, har John och Edward också släppt musikvideor för andra spår från albumet. Alla musikvideor är filmade och redigerade av John och Edward, om inget annat anges.
- I april 2012 uppladdade duon förhandsvisningar av flera låtar från albument på sitt YouTube-konto. Dessa var titelspåret Young Love[12] samt What's Your Number,[13] Happens In the Dark,[14] POV,[15] Can't Forget You[16] och Luminous.[17]
- Girl Like You fick en musikvideo den 22 juni 2012, som tvillingarna filmade medan de var i Orlando, Florida.[18]
- How Did You Know fick en musikvideo den 19 oktober 2012, som duon filmade medan de var på semester i St Tropez, Frankrike, under tre dagar.[19]
- Happens In the Dark filmades in i januari 2013 i Toronto, Kanada, och hade premiär på youtube den 13 mars 2013.[20]
- What's Your Number filmades in när de var i New York, USA, i mars 2013[21] och lades upp på youtube den 24 april 2013.[22]
- P.O.V. filmades in på en nattklubb i Sydney, Australien, och lades upp på youtube den 18 maj 2013.[23]

## Spårlista
| Nr           | Titel               | Låtskrivare                                                             | Längd |
| ------------ | ------------------- | ----------------------------------------------------------------------- | ----- |
| 1.           | Waterline           | Nick Jarl, Sharon Vaughn                                                | 3:01  |
| 2.           | Young Love          | Lars Halvor Jensen, Tim McEwan, Jess Cates                              | 3:10  |
| 3.           | What's Your Number? | Karen Poole, Paddy Dalton, Mark Blackwell                               | 2:55  |
| 4.           | A Girl Like You     | Claudia Mills, Paddy Dalton, Mark Blackwell                             | 3:19  |
| 5.           | Luminous            | Sebastian Lundberg, Fredrik Häggstam, Johan Gustafson, Marlene Strand   | 3:25  |
| 6.           | Give It Up          | Patric Sarin, Sharon Vaughn, Veikka Erkola                              | 3:33  |
| 7.           | Happens In The Dark | Jörgen Elofsson, Markus Lidén, Christian Holmström                      | 2:59  |
| 8.           | All I Want Is You   | Paddy Dalton, Mark Blackwell, Adam Argyle                               | 2:56  |
| 9.           | What It Feels Like  | Lars Halvor Jensen, Martin Michael Larsson, Jess Cates                  | 3:50  |
| 10.          | How Did You Know?   | Mike Shimshack, Steven Lee Olsen, Hillary Lindsey                       | 3:11  |
| 11.          | Can't Forget You    | Iain James, Johnny Dunne, Joe Hirst, John och Edward Grimes             | 3:13  |
| 12.          | P.O.V.              | Andreas Carlsson, Sebastian Lundberg, Fredrik Häggstam, Johan Gustafson | 2:41  |
| Total längd: | Total längd:        | Total längd:                                                            | 38:31 |

| 13. | Never Better | Ian James, Matt Marston, Rob Wells | 3:32 |
| 14. | Cool Heroes  | Yasmin Green, Will Simms           | 3:18 |
| 15. | School's Out | Martin Wiik, Loi Albringer         | 3:12 |

### Fotnoter
1. ↑  ”Album Review: Jedward – Young Love”. Spin or Bin Music. 21 juli 2012. Arkiverad från originalet den 4 mars 2016. https://web.archive.org/web/20160304214847/http://www.spinorbinmusic.com/2012/07/20/album-review-jedward-young-love/. Läst 21 juli 2012.
2. ↑  Sandberg, Anneli (19 juni 2012). ”Recension: Jedward – Young love”. Metro. Arkiverad från originalet den 29 juni 2012. https://web.archive.org/web/20120629213316/http://www.metro.se/noje/recension-jedward-young-love/EVHlfs!BlPWeNNBId6eU/. Läst 28 juni 2012.
3. ↑  ”En sockrig kärlekshistoria”. Aftonbladet. 22 juni 2012. http://www.aftonbladet.se/nojesbladet/musik/recensioner/article15017601.ab?teaser=true.
4. ↑  Öberg, Christina (21 juni 2012). ”Jedward: Young love”. Corren. https://corren.se/nyheter/jedward-young-love-6066995.aspx.
5. ↑  https://archive.is/20120910214416/http://www.starplus.ie/gossip/jedworld!-the-exclusive-jedward-irish-daily-star-column/7050/
6. ↑  http://www.youtube.com/watch?v=0lLqW3i5bVw&feature=plcp
7. ↑  http://www.digitalspy.co.uk/music/news/a381924/jedward-lose-quiffs-in-new-album-young-love-artwork-picture.html
8. ↑  http://www.youtube.com/watch?v=nXS7SLY6esY
9. ↑  http://www.youtube.com/watch?v=fKmI3BDs_KQ
10. ↑  https://twitter.com/planetjedward/status/252173924878675968
11. ↑  http://www.youtube.com/watch?v=RmhQqbt4gyU
12. ↑  http://www.youtube.com/watch?v=Xm2PkTCm2X8
13. ↑  http://www.youtube.com/watch?v=0lLqW3i5bVw
14. ↑  http://www.youtube.com/watch?v=-3mxakFZeLQ
15. ↑  http://www.youtube.com/watch?v=UV6jNCIZp-o
16. ↑  http://www.youtube.com/watch?v=goZfaBtGtgE
17. ↑  http://www.youtube.com/watch?v=l43_cYFz2cA
18. ↑  http://www.youtube.com/watch?v=I_AtopQLseo
19. ↑  http://www.youtube.com/watch?v=K0X7gctPchA
20. ↑  http://www.youtube.com/watch?v=vhKiNf2tA04
21. ↑  ”Arkiverade kopian”. Arkiverad från originalet den 6 maj 2013. https://web.archive.org/web/20130506110742/http://www.mtv.se/nyheter/28811-jedward-what-s-your-number/. Läst 19 april 2013.
22. ↑  http://www.youtube.com/watch?v=jg1o9O3xqfw
23. ↑  http://www.youtube.com/watch?v=Zzhct4r1NiQ